# インスパイア・ホールディングス
株式会社インスパイア・ホールディングスは、映画・ドラマ・イベント等の音楽制作、音楽著作権管理業を行う音楽出版社<一般社団法人日本音楽出版社協会(MPAJ)会員社>・一般社団法人日本音楽著作権協会(JASRAC)正会員社。
音楽作家マネージメント。証券投資顧問業。

## 概要
- 代表取締役：藤田雅章
- 所属作家：富貴晴美・辻陽
- IR担当取締役：峯村行雄
- 関連会社:有限会社ボルゾイ
- You Tube Channel:<https://www.youtube.com/channel/UCY0gdIEw2FhrZpTTYF81QiQ>
- You Tube Channel:<https://www.youtube.com/channel/UCkn2P9kjxgk4nuhrLvLA4Vg>

## 主な映画音楽作品
- 盤上の向日葵(熊澤尚人監督作品)
- 火喰い鳥を、喰う(本木克英監督作品)
- ストロベリームーン(酒井麻衣監督作品)
- アイミタガイ(草野翔吾監督作品)
- 言えない秘密(河合勇人監督作品)
- 九十歳。何がめでたい(前田哲監督作品)
- デジモンアドベンチャー02　THE BEGINNING (田口智久監督作品)
- 嘘八百~なにわ夢の陣~(武正晴監督作品)
- かがみの孤城(原恵一監督作品)
- 夏へのトンネル、さよならの出口(田口智久監督、2023年アヌシー国際アニメーション映画祭ポール・グリモー賞受賞作品)
- 君が落とした青空(Yuki Saito監督作品)
- そして、バトンは渡された(前田哲監督作品)
- 老後の資金がありません！(前田哲監督作品)
- 鹿の王～ユナと約束の旅～(安藤雅司・宮地昌幸監督作品)
- 総理の夫(河合勇人監督作品)
- 醒めてまぼろし(木村媛菜監督作品、VIPO)
- ホテルローヤル(武正晴監督作品)
- デジモンアドベンチャー　LAST EVOLUTION 絆(田口智久監督作品)
- 魚座どうし(山中瑶子監督作品、VIPO)
- 大綱引の恋(佐々部清監督作品、佐々部監督遺作)
- 嘘八百~京町ロワイヤル～(武正晴監督作品)
- 地獄少女(白石晃士監督作品)
- バースデー・ワンダーランド(原恵一監督作品)
- うちうちの面達は。(山元環監督作品、VIPO)
- こんな夜更けにバナナかよ~愛しき実話～(前田哲監督作品)
- 検察側の罪人(原田眞人監督作品)
- かぞくいろ-RAILWAYSわたしたちの出発-(吉田康弘監督作品)
- 食べる女(生野慈朗監督作品)
- カスリコ(高瀨將嗣監督作品)
- 嘘を愛する女(中江和仁監督作品)
- 関ケ原(原田眞人監督作品)(第41回日本アカデミー優秀音楽賞)
- 嘘八百(武正晴監督作品)
- 東海道中膝栗毛 やじ＆きた(シネマ歌舞伎、浜本正機監督作品)
- 不能犯(白石晃士監督作品)
- ジョニーの休日(新谷寛行監督作品、VIPO)
- きょうのキラ君(川村泰祐監督作品）
- 百日紅(杉浦日向子原作/原恵一監督アニメーション作品)(第19回ファンタジア国際映画祭3冠受賞作品)
- 日本のいちばん長い日(半藤一利原作/原田眞人監督作品)(第58回ブルーリボン賞作品賞受賞作品)(第39回日本アカデミー優秀音楽賞)
- 本のゆがみ(草苅勲監督作品、VIPO）
- 駆込み女と駆出し男(原田眞人監督作品)
- ゾウを撫でる(青島武脚本/佐々部清監督作品)
- くじけないで(深川栄洋監督作品)
- 六月燈の三姉妹(佐々部清監督作品)
- 東京難民(佐々部清監督作品)
- RETURN(原田眞人監督作品)
- はじまりのみち(原恵一監督作品)(木下恵介生誕100年記念映画)
- ひまわりと子犬の7日間(平松恵美子監督作品)
- 青木ヶ原(石原慎太郎原作、新城卓監督作品)
- わが母の記(原田眞人監督作品)(第36回日本アカデミー優秀作品賞、優秀音楽賞他受賞作品)
- 日輪の遺産(佐々部清監督作品)
- 曇天クラッシュ(高橋康進監督作品)(若手映像作家育成プロジェクト作品)
- おまえうまそうだな(西宮達也原作、藤森雅也監督アニメーション作品)
- E.YAZAWA ROCK(増田久雄監督作品)
- 3つの港の物語横浜編 桟橋(渡辺紘文監督作品)（横浜開港150周年記念映画）
- 余命(生野慈朗監督作品)
- 三本木農業高校、馬術部(佐々部清監督作品)
- 誰も守ってくれない(君塚良一監督作品)
- クライマーズ・ハイ(原田眞人監督作品)(第51回ブルーリボン賞作品賞受賞作品)
- 魍魎の匣(原田眞人監督作品)
- 夕凪の街桜の国(佐々部清監督作品)
- オリヲン座からの招待状(三枝健起監督作品)
- ショコラの見た世界(行定勲監督作品)
- タイヨウのうた(小泉徳宏監督作品)
- ゲド戦記（スタジオジブリ 宮崎吾朗監督アニメーション作品）
- 四日間の奇蹟(佐々部清監督作品)
- 半落ち(佐々部清監督作品)(2004年度日本アカデミー最優秀作品賞受賞作品)
- チルドレン(源孝志監督作品)
- 自由戀愛(原田眞人監督作品)
- カーテンコール(佐々部清監督作品)
- チルソクの夏(佐々部清監督作品)
- みすゞ(五十嵐匠監督作品)
- ナトゥ 踊る!ニンジャ伝説(大森一樹監督作品)

他多数

## 主なドラマ&アニメ音楽
- 一瞬で治療していたのに役立たずと追放された天才治癒師、闇ヒーラーとして楽しく生きる(2025年4月期)
- 誰ソ彼ホテル(BS日テレ他)
- 龍が如く～Beyond the game～（Amazon Prime）
- ミス・ターゲット(朝日放送)
- 十角館の殺人(Hulu）
- 白暮のクロニクル(WOWOW)
- 鴨乃橋ロンの禁断推理(井畑翔太監督作品)
- それってパクリじゃないですか？(日本テレビ)
- おもかげ(NHK4Kドラマ、小林聖太郎演出作品)
- 舞いあがれ！(NHK連続テレビ小説2022年後期作品)
- 二十四の瞳(NHK特集ドラマ版、吉田康弘演出作品)
- 消えた初恋(テレビ朝日)
- 最高のオバハン 中島ハルコ(東海テレビ放送)
- さくらの親子丼　シリーズ3(東海テレビ放送)
- セイレーンの懺悔(WOWOW 連続ドラマＷ）
- 戦争童画集(NHK戦後75年特集番組、演出山田洋次)
- 隕石家族(東海テレビ放送)
- ピュア！～一日アイドル署長の事件簿～(NHK特集ドラマ)
- 約束のステージ～時を駆けるふたりの歌～(読売テレビ開局60周年スペシャルドラマ)
- ピアノの森2ndシーズン(NHK版)
- 僕の初恋をキミに捧ぐ(テレビ朝日版)
- さくらの親子丼2(東海テレビ放送)
- それでも恋する(CBC)
- ツルネ -風舞高校弓道部-(NHK)
- ハゲタカ(テレビ朝日版)
- いつまでも白い羽根(東海テレビ放送)
- ピアノの森(NHKアニメ版)
- 幕末グルメ ブシメシ!2
- 西郷どん(NHK2018年大河ドラマ)
- さくらの親子丼
- 父、ノブナガ。
- 絆～走れ奇跡の子馬～
- 幕末グルメ ブシメシ!(NHK)
- お母さん、娘をやめていいですか？(NHK)
- ハートロス～虹に触れたい女たち～
- 舞え！KAGURA姫(NHK広島)
- グ・ラ・メ！～総理の料理番～(テレビ朝日)
- 最後のレストラン(NHK)
- 嵐の涙～私たちに明日はある～(東海テレビ放送)
- 新・牡丹と薔薇(東海テレビ放送)
- 三つの月(2016年US国際フィルム・ビデオ祭エンターテインメント部門 Third-Place Certificate for Creative Excellence(銅賞)受賞）
- プラチナエイジ(東海テレビ放送)
- 花嫁のれん 4thシーズン(東海テレビ放送)
- マッサン(NHK連続テレビ小説91作目)
- 月に行く舟(2015年US国際フィルム・ビデオ祭エンターテインメント部門　Gold Camera（金賞）受賞)
- 聖母・聖美物語(東海テレビ放送)
- 夜のせんせい(TBS)
- ABUアジアこどもドラマ 「リトル・サムライ」(NHK)
- 花嫁のれん 3rdシーズン(東海テレビ放送）
- 月に祈るピエロ(Chicago International Film Festivalコンクール銀賞)・(CBC)
- 明日の光をつかめ -2013 夏-(東海テレビ放送)
- モメる門には福きたる(東海テレビ放送)
- 天の方舟(第41回国際エミー賞のTV movie部門ノミネートドラマ)・(CBC)
- シングルマザーズ(NHK)
- 縁側刑事壱 弐
- 罪と罰(WOWOW)
- 花嫁のれん 2ndシーズン(東海テレビ放送)
- 明日の光をつかめ2(東海テレビ放送)
- IS〜男でも女でもない性〜
- 四つ葉神社ウラ稼業 失恋保険〜告らせ屋〜
- 同期(WOWOW)
- 花嫁のれん(東海テレビ放送)
- 日本人の知らない日本語
- 明日の光をつかめ(東海テレビ放送)
- 木下部長とボク
- Xmasの奇蹟(東海テレビ放送)
- 新美味しんぼ-part3-(CX)
- 花祭(CBC)
- 嵐がくれたもの(東海テレビ放送)
- 再生の町(NHK)
- 非婚同盟(東海テレビ報道)
- 審理(酒井法子主演作品)
- 愛讐のロメラ(東海テレビ放送)
- スキャンダル(TBS)
- だんだん(NHK連続テレビ小説79作目)
- 監査法人(NHK)
- 君の望む死に方(WOWOW)
- 花衣夢衣(東海テレビ放送)
- 安宅家の人々(東海テレビ放送)
- 扉は閉ざされたまま(WOWOW)
- 愛の迷宮(東海テレビ放送)
- ガラスの牙(CBC)
- 真珠夫人(東海テレビ放送)
- アルジャーノンに花束を(テレビ朝日)
- 氷壁(NHK)
- 天花(NHK連続テレビ小説70作目)
- 動物のお医者さん(テレビ朝日)
- 傷だらけのラブソング(テレビ朝日)
- 牡丹と薔薇(東海テレビ放送)
- 祖国(WOWOW)
- 江原啓之への質問状(WOWOW)
- 偽りの花園(東海テレビ放送)
- 新・愛の嵐(東海テレビ放送)
- 新・はんなり菊太郎(NHK)
- ナースマン(日本テレビ)
- 冬の輪舞(東海テレビ放送)
- 契約結婚(東海テレビ放送)
- 愛のソレア(東海テレビ放送)
- 命の奇跡
- 貫太ですッ!(東海テレビ放送)
- 少女には向かない職業
- 新・風のロンド(東海テレビ放送)
- ガラスの仮面
- 魔法少女隊アルス
- マグノリアの花の下で

他多数

## その他音楽
- 地球の叫び　オペラ「みづち」(作:丹治富美子/作曲:富貴晴美/演出:岩田達宗/指揮:下野達也/日本センチュリー交響楽団)2025年6月初演
- 劇団四季オリジナルミュージカル「ゴースト＆レディ」(演出:スコット・シュワルツ)2024年5月公開
- NHKFMシアター　歌をなくした夏(演出:熊野律時)
- 「エルマーとりゅう」人形劇団プーク(演出:柴崎喜彦)
- 旧車探して、地元めし(映画チャンネルNECO)2022年2月OA
- 劇団四季オリジナルミュージカル「バケモノの子」(2022年春公開)
- NHK みんなのうた60オープニング曲(2021年4月より）
- 三越日本橋本店 開店・閉店音楽(2020年3月18日より)
- 「エルマーのぼうけん」 人形劇団プーク(演出:柴崎喜彦)
- ソラシドエア ボーディングミュージック「羽ばたけ笑顔」2017年8月1日より
- CM「長崎バス -名もなき一日を支える長崎バス-」(役所広司監督作品）(ACC CM Fes.Gold　Prize)
- スクリーンミュージックの宴 Part6、Part7
- スクリーンミュージックの宴 Part1~Part5(フォスター電機/プルミエ・インターナショナル主催公演)2010年～2014年コンサート
- 如月の華 -九條武子ものがたり- 劇団前進座公演(主演:今村文美)
- 「ピンクのドラゴン」 人形劇団プーク
- BSフジ 鉄道伝説,ニッポン 百年食堂
- BSジャパン 日経プラス10 Opening Theme他
- Album TAKARAZUKA plays Disney(2012)
- Album On the Stage 別所哲也&新妻聖子(2014)
- ミュージカル 忍たま乱太郎 2011
- NHK FMシアター「ケンタウルスの死」「お顔」「つきのふね」「嘘とギター」
- Huis Ten Bosch Event
- ユニバーサル・スタジオ・ジャパン (USJ)
  - Sesame Street "Afrobeat" 2020
  - One Piece Premium Show 2014
  - One Piece Premium Show 2013
  - One Piece Premium Show 2012 "仲間 2012"他
  - Sesame Street Dance Dance Evolution 2012
  - One Piece Premium Show 2010
  - Naruto Special Show 2009
  - Snoopy's Treasure Hunt
  - Sesame Street MAGICAL MARKET 2011
  - Happy Station feat. Chicken Garlic Steak
  - Count Down EVENT 2006,2007,2008,2009,2010,2011
  - One Piece Special EVENT 2007 "仲間"他
  - Naruto Special EVENT
  - Fantastic World Show
  - Water World Special Event
  - Monster Live
  - Shrek3 Parade
  - Sesame Street Live
  - Happy Harmony Celebration
  - Hello Kitty's Birthday
  - TOTO Show
  - Peter Pan's neverland…他多数

## 主なIR説明会参加企業
- エキサイト株式会社
- カヤバ工業株式会社
- GMOインターネット株式会社
- シミック株式会社
- ダイコク電機株式会社
- レーザーテック株式会社
- 加賀電子株式会社
- 富士電機ホールディングス株式会社
- 愛知製鋼株式会社
- 東レ株式会社
- 栄研化学株式会社
- 株式会社アクセル
- 株式会社インデックス
- 株式会社シンプレクス・テクノロジー
- 株式会社フルキャスト
- 横河電機株式会社
- 株式会社ツクイ
- 株式会社ネットマークス
- 株式会社九九プラス
- 浜松ホトニクス株式会社
- 荒川化学工業株式会社
- 日立ソフトウェアエンジニアリング株式会社
- 株式会社大塚商会
- 株式会社堀場製作所
- 株式会社システムディ
- 日本電子株式会社

他